# Noire de Moscou
La noire de Moscou (Московская черная, Moskovskaïa tchornaïa) est une race de poule domestique originaire de Russie.

## Origine
Cette poule, de couleur noire, est issue de croisements de chanteurs de Yourlov et de poules du New Hampshire, dans la région de Moscou. Elle est à deux fins, pour la chair et pour la ponte. Elle a été reconnue officiellement en Russie en 1980.

## Standard
Les coqs pèsent de 3,5 à 3,7 kg, les poules de 2,4 à 2,6 kg. Leur ponte est de plus de 200 œufs qui font plus de 60 g et sont de couleur brun clair. Cette race est particulièrement vigoureuse. 

## Source
- (ru) Приусадебное хозяйство, no 2, 1995